# Сыщик (фильм, 1949)
«Сыщик», дословно «Человек под прикрытием» (англ. The Undercover Man) — фильм нуар режиссёра Джозефа Х. Льюиса, вышедший на экраны в 1949 году.
В основу фильма положена документальная статья агента Налогового управления США Фрэнка Дж. Уилсона «Человек под прикрытием: он поймал Капоне», которая была опубликована в журнале Collier’s 26 апреля 1947 года. Фильм рассказывает об агенте Министерства финансов США Фрэнке Уоррене (Гленн Форд), который получает задание положить конец деятельности влиятельного главаря мафии. По ходу расследования агент сталкивается с многочисленными случаями запугивания свидетелей, убийств информаторов и продажности полиции. 
Как отметил историк кино Майкл Кини, «несмотря на название, в этом фильме никто не работает под прикрытием».
Картина относится к многочисленной группе фильмов нуар о борьбе с организованной преступностью, к которой среди прочих относятся такие фильмы, как «Меченая женщина» (1937), «Насаждающий закон» (1951), «Криминальная полоса в прессе США» (1952), «Город в плену» (1952), «Сильная жара» (1953) и «Секреты Нью-Йорка» (1955).

## Сюжет
В одном из неназванных крупных городов США специальный агент Министерства финансов Фрэнк Уоррен (Гленн Форд) встречается на вокзале со своей любящей и преданной женой Джудит (Нина Фох), которая практически не видит мужа из-за его постоянной занятости. На этот раз Фрэнк снова вынужден отправить её на ферму к родителям, так как ему поручено очередное важное и опасное дело. Фрэнку удалось выйти на контакт с Мэнни Зангером (Роберт Остерлох), который располагает информацией о секретных операциях подпольной империи крупнейшего гангстера, известного как «Большой парень». Зангер предлагает властям купить эти документы за 10 процентов от стоимости незаплаченных налогов с этих операций на сумму 3 миллиона долларов. После получения согласия Фрэнка Зангер отправляется за документами, однако его расстреливают прямо на улице. Полиции удаётся быстро задержать убийцу, но многочисленные свидетели убийства отказываются давать показания, опасаясь за жизнь своих близких. После этого адвокат синдиката О’Рурк (Барри Келли) добивается немедленного освобождения задержанных убийц. Фрэнк вместе с двумя своими помощниками обходит окрестности в поисках свидетелей, которые могли видеть или знать Зандера, однако этот рейд ничего не приносит. После этого агенты Министерства финансов изымают бухгалтерскую документацию предприятий, которые подозреваются в том, что входят в синдикат Большого парня, рассчитывая найти финансовые документы за подписью кого-либо из боссов синдиката. Синдикат Большого парня платит налоги только с 5 тысяч долларов дохода, однако Министерству никак не удаётся доказать, что доходы синдиката намного превышают эту сумму. Люди Большого парня ежедневно собирают дань с многочисленных подчинённых ему предприятий, размещая эти средства на счетах подставных людей, на фальшивые имена и на сторонние организации. Поскольку проверка бухгалтерских документов не даёт результата, агенты Министерства финансов изымают бухгалтерские книги у всех торговцев нелегальными услугами, включая нелегальные лотереи, ставки на спортивные соревнования и азартные игры. Уоррен приезжает в шикарное загородное поместье О’Рурка, где знакомится с его личным бухгалтером Сидни Гордоном (Лео Пенн). О’Рурк предлагает Фрэнку взятку в обмен на прекращение его расследования, однако Фрэнк настаивает на том, что намерен взыскать с организаций синдиката все причитающиеся налоги и штраф, после чего изымает личную бухгалтерию О’Рурка. Кропотливая проверка бухгалтерской документации компаний синдиката занимает шесть месяцев, однако не приводит к конкретным результатам. На синдикат работает почти 5 тысяч нелегальных торговцев, однако Фрэнк решает ограничиться 50 наиболее значимыми фигурами, чтобы получить у них образцы подписей, которые затем можно сопоставить с подписями на карточках банковских депозитов. Полиция задерживает нужных людей, получая образцы их подписей, однако вскоре О’Рурк через комиссара полиции добивается их немедленного освобождения. Возмущённый тем, что его руководство фактически действует в интересах синдиката, капитан полиции Херцог (Фрэнк Тведделл) подаёт в отставку. Разговор Херцога и Фрэнка слышит сержант полиции Шэннон (Джон Хэмилтон), который в своё время возглавлял расследование криминальной деятельности Большого парня, однако затем был фактически отстранён от работы и ради сохранения места в полиции согласился на понижение в звании и должности. Он показывает Фрэнку сохранившееся в полицейском архиве досье на бухгалтера синдиката Сальваторе Рокко (Энтони Карузо), после задержания которого Шэннона перевели на канцелярскую работу.
Выясняется, что Рокко проживает в том же квартале, где Занглер собирался получить документы. Фрэнк приходит по указанному в досье адресу, где его встречает измученная, бедная жена бухгалтера Тереза Рокко (Анджела Кларк), его маленькая дочь Роза (Джоан Лазер) и старая мать Мария Рокко (Эстер Минчотти). Тереза сообщает, что её муж уже давно бросил её и ушёл к другой женщине, лишь изредка присылая небольшие суммы в качестве алиментов. Она подтверждает, что в своё время видела Зандера у Рокко, однако ничего не знает о том, где сейчас находится её муж. По просьбе Фрэнка жена отдаёт ему одно из писем Рокко. Вернувшись в контору, Фрэнк выясняет, что почерк Рокко совпадает с почерком на одной из банковских депозитных карточек проверяемых компаний. Вскоре появляется капитан Херцог, сообщающий, что Шэннон только что застрелился. Фрэнк вместе с помощником находит подружку Рокко, танцовщицу из клуба Глэдис ЛаВерн (Кэй Медфорд), уговаривая её устроить встречу с Рокко. Переговорив со своим возлюбленным, Глэдис при очередной встрече сообщает Фрэнку, что Рокко даст показания, если ему будет обеспечена федеральная защита и вознаграждение в размере 10 процентов от 3 миллионной суммы налогов, которые предполагается взыскать с Большого парня. После получения согласия Фрэнка на сделку, Рокко тайно встречается со своей дочерью Розой, прося её вынести тетрадь, которую он спрятал в сундуке в своей бывшей квартире. В этой тетради Рокко вёл запись всех депозитов, которые делались в интересах Большого парня. В этот момент появляются двое киллеров, которые на глазах у девочки догоняют и убивают Рокко. Вернувшись с его похорон, Фрэнк видит, что его комната перевёрнута вверх дном, а его самого тут же жестоко избивают двое громил. Вскоре появляется О’Рурк, который предлагает Фрэнку 25 процентов от 3 миллионов, если тот закроет дело, в противном случае намекая на то, что может пострадать его жена Джуди. Встревоженный за жизнь жены, Фрэнк немедленно отправляется поездом к Джуди, сообщая ей, что намерен уволиться со службы и заняться фермерским хозяйством. Когда Фрэнк вместе с женой возвращается в город, чтобы собрать свои вещи и перебраться на ферму, неожиданно его навещают Роза и бабушка Мария Рокко. Мария рассказывает, что в Италии её мужа убила мафия после этого, как он отказался платить ей. После этого она уехала в Америку в надежде на лучшую жизнь, усвоив урок, что со злом надо бороться. После этого она передаёт Фрэнку тетрадь Рокко с бухгалтерскими записями, умоляя его довести дело до конца. Под влиянием слов пожилой женщины, Фрэнк решает с помощью полученных улик продолжить расследование. В тетради обнаруживаются записи, сделанные не только Рокко, но и после его увольнения, другим бухгалтером Сидни Гордоном. Эти документы однозначно указывают на то, что деньги уходили на тайные счета без уплаты налогов, что позволит выдвинуть обвинение против Большого парня. Полиция находит Гордона, который отдыхает вместе с женой в Малибу, после чего Фрэнк угрожая ему разоблачением перед руководством синдиката, вынуждает его пойти на сотрудничество с властями. Получив гарантии защиты, Гордон даёт подробные показания по всем операциям и на всех ключевых деятелей синдиката, что позволяет передать дело в суд по обвинению в налоговых преступлениях как самого Большого парня, так и семерых его ближайших подручных. Тем временем Большой парень даёт указание О’Рурку добиться назначения на процесс тех присяжных, которые подкуплены и запуганы синдикатом, и которые будут голосовать за оправдание обвиняемых. После того, как О’Рурк также получает повестку в суд в качестве обвиняемого, он приглашает Фрэнка на тайную встречу, предлагая взамен за отказ от преследования его лично полный отчёт о финансовых преступлениях Большого парня и его подручных, а также список подкупленных присяжных. Фрэнк соглашается на сделку и рвёт повестку О’Рурка в суд. Сразу после их встречи люди Большого парня, которые следили за адвокатом, обвиняют его в предательстве. Они начинают преследовать на машине его и Фрэнка, в итоге О’Рурк гибнет под колёсами их автомобиля, а Фрэнку удаётся увернуться и открыть огонь по бандитам, после чего их машина разбивается о стену дома. Фрэнк немедленно убегает, чтобы предупредить судью о подкупе присяжных. Получив список подкупленных присяжных, судья принимает решение заменить их, после чего присяжные в новом составе приговаривают Большого парня к двадцати годам тюрьмы.

## В ролях
- Гленн Форд — Фрэнк Уоррен
- Нина Фох — Джудит Уоррен
- Джеймс Уитмор — Джордж Паппас
- Барри Келли — Эдвард О’Рурк
- Дэвид Уолф — Стэнли Вейнбург
- Фрэнк Тведделл — инспектор Херцог
- Говард Сент-Джон — Джозеф С. Хоран
- Джон Хэмилтон — сержант полиции Шэннон
- Лео Пенн — Сидни Гордон
- Джоан Лазер — Роза Рокко
- Эстер Минчотти — Мария Рокко
- Анджела Кларк — Тереза Рокко
- Энтони Карузо — Сальваторе Рокко
- Роберт Остерлох — Мэнни Зангер
- Кэй Медфорд — Глэдис ЛяВерн

## Создатели фильма и исполнители главных ролей
Джозеф Х. Льюис был одним наиболее значимых режиссёров жанра фильм нуар. Как отмечает историк кино Джэй С. Стейнберг, «впечатляющая серия нуаров Льюиса» началась с фильма «Меня зовут Джулия Росс» (1945, также с участием Фох) и «Ночь так темна» (1946), каждый из которых, по словам киноведа Эндрю Дикоса, «содержит характерные нуаровые элементы — от использования амнезии в „Джулии Росс“ и „Ночь так темна“ до полицейского полудокументального стиля в „Сыщике“». Однако, как считает Дикос, «этим небольшим работам всё-таки не хватало глубины нуарового напряжения, которые Льюис продемонстрировал в фильмах „Без ума от оружия“ (1950) и „Большой ансамбль“ (1955)» , которые Стейнберг назвал «классикой жанра». Джефф Майер напоминает, что «в период с 1945 по 1949 год Льюис работал контрактным режиссёром на студии Columbia, поставив отличный фильм нуар „Сыщик“», который, по словам Стейнберга, «была последним из нескольких заслуживающих внимания фильмов нуар, которые стильный режиссёр Джозеф Х. Льюис создал за время своей работы в подразделении фильмов В студии Columbia Pictures».
Главную роль в картине исполнил Гленн Форд, который по словам Майера, «стал крупной звездой после фильма „Гильда“ (1946)». Как далее пишет автор, «на протяжении оставшейся части 1940-х годов Форд чередовал легковесные роли в романтических комедиях, с ролями в напряжённых криминальных драмах, таких как „Подставленный“ (1947) и „Сыщик“ (1949). Хотя позднее Форд и сыграл в нескольких хороших фильмах, таких как „Большая жара“ (1953) и „Человеческое желание“ (1954), в начале 1950-х годов карьера Форда ненадолго просела, так как многие из его фильмов не имели коммерческого успеха. Однако это быстро изменилось после того, как он сыграл в драме „Школьные джунгли“ (1955), за которой последовали фильмы „Процесс“ (1955), „Чайная церемония“ (1956), „В 3:10 на Юму“ (1957) и „Пастух“ (1958)».
Нина Фох родилась в Голландии, однако в раннем детстве с матерью переехала в США, сыграв с 1943 года почти в 60 фильмах, среди них нуары «Меня зовут Джулия Росс» (1945), «Джонни О’Клок» (1947), «Тёмное прошлое» (1948) и «Беззаконие» (1955). В 1955 году она была номинирована на Оскар за лучшую роль второго плана в драме «Номер для директоров» (1954). Фильм «Сыщик» стал дебютом в кино актёра Джеймса Уитмора, который год спустя номинировался на Оскар за роль второго плана в военной драме «Поле битвы» (1949), а позднее сыграл в таких признанных лентах, как фильм нуар «Асфальтовые джунгли» (1950) научно-фантастический триллер «Они!» (1954), а позднее — «Планета обезьян» (1968) и «Побег из Шоушенка» (1994).

## История создания фильма
Фильм создавался под рабочим названием «Чикагская история», и, согласно статье в «Лос-Анджелес Таймс» от 11 марта 1948 года, натурные съёмки картины проходили в Чикаго. В этой же газете от 4 мая 1948 года также сообщалось, что некоторые сцены снимались на вокзале Юнион-стешн в Лос-Анджелесе.
Фильм начинается со следующего данного титрами и прочитанного закадровым голосом вступления: «В раскрытии многих крупных криминальных дел — среди них дела Джона Диллинджера, Лаки Лучиано и Аль Капоне — газетные заголовки говорят только о громких и сенсационных именах. Но за заголовками остаются нерассказанные истории простых мужчин и женщин, действующих с выдающейся отвагой. Эта картина рассказывает об одном из таких людей». Как отмечается на сайте Американского института киноискусства, многие «современные источники отмечают, что фильм поставлен по мотивам событий, связанных с арестом Аль Капоне».
Как пишет Стейнберг, «в 1997 году в интервью Питеру Богдановичу режиссёр Джозеф Х. Льюис с удовольствием вспоминал работу с Гленном Фордом над этим фильмом». В частности, о сцене, в которой персонаж Форда говорит любимой жене, что «готов бросить всё ради её безопасности», Льюис рассказал следующее: «Он плачет, и чудесно видеть плачущего мужчину, так как это нечто редкое и красивое… Я не говорил им, как это сделать. Я не говорил им, чего я хочу. Это именно тот случай, когда талант актёра и актрисы пришёл ко мне и дал мне нечто великолепное, что я бы никогда не смог им объяснить. Я откинулся назад и зарыдал».
Льюис также рассказал Богдановичу, что после этой картины он прекратил все связи со студией Columbia, так как она потребовала, чтобы окончательный монтаж картины выполнил продюсер и соавтор сценария фильма Роберт Россен. По словам Льюиса, «сразу же после завершения съёмок, Боб (Россен) позвонил (главе студии) Гарри Кону и сказал: „Я закончил с Джо Льюисом, так что ты можешь увольнять его“ — или что-то в этом роде. Когда я услышал это, я потребовал, чтобы мне предоставили возможность смонтировать фильм, на что Боб сказал: „Делай, всё что хочешь, а я сделаю по-своему. Это мой фильм“… Он прекрасно относился ко мне во время съёмок, но как только они были закончены — всё! Забирает работу от вас. Так что я сказал, к чёрту с этим, я ухожу. И я ушёл. Гарри Кон только что подписал со мной прямой семилетний контракт. И всё равно я ушёл. Я не мог остаться».

## История, положенная в основу фильма
Фильм основан на статье «Он взял Капоне», которая написана на основе первой части автобиографии криминального следователя Налогового управления США Фрэнка Уилсона «Человек под прикрытием», которая вышла в виде романа с продолжением в журнале Collier's в 1947 году. По сравнению с романом время действия фильма было изменено с эпохи Сухого закона на послевоенный период, а город Чикаго превратился в практически не идентифицируемый крупный американский город. Аль Капоне в фильме называют исключительно как «Большой парень», его показывают только со спины и представляют более широким по профилю гангстером, а не только бутлегером (что отражает перемену в деятельности мафии после отмены Сухого закона). Имя агента Фрэнка Уилсона изменено на Фрэнк Уоррен. Вместе с тем, фильм аутентично отобразил работу команды Уилсона по подготовке дела об уклонении от уплаты налогов против Капоне, и во многих отношениях, несмотря на изменения имён и неопределённость места действия, фильм является значительно более точным отображением этого расследования, чем последующие фильмы на эту тему, в частности, «Неприкасаемые» (1987). Например, в «Неприкасаемых» судья на процессе Аль Капоне резко меняет присяжных в ходе процесса, чего не может быть в реальной жизни. На самом деле, судья сменил присяжных перед началом процесса, что правильно показано в этом фильме.

### Полудокументальный стиль картины
Как отметил киновед Эндрю Дикос, картина делалась в конце 1940-х годов, когда «документальное влияние стало всё более отчётливо становиться частью нуарового повествования. Только с период 1948-51 годов — за каких-то три года — органичное и увлекательное слияние художественного и документального стиля съёмки можно увидеть в таких фильмах, как „Сила зла“, „Сыщик“, „Переулок“, „Паника на улицах“, „Ночь и город“ и „Он бежал всю дорогу“» .

## Оценка фильм критикой

### Общая оценка фильма
После выхода на экраны картина получила преимущественно положительные отзывы критики. В частности, обозреватель Variety назвал её «хорошей сагой о разгроме преступности, которая рассказана в прямом и жёстком документальном стиле», далее отметив, что «выдающимися чертами картины являются выверенный темп повествования и реализм». При этом «живой и естественный текст помогает скрыть шаблонность истории, а великолепная игра всех актёров придаёт ей убедительность». Обозреватель «Нью-Йорк Таймс» Босли Кроутер критически оценил картину, посчитав, что она «выглядит как и очень многие другие фильмы, поставленные по формуле „копы и грабители“», а её «новый полудокументальный стиль не предлагает никаких особенных визуальных неожиданностей». Далее Кроутер пишет, что «несмотря на все взрывы возбуждения и демонстрацию жестоких угроз, это скучный и статичный фильм». Критик обращает внимание на кульминационный момент картины, «когда агент Министерства, которого играет Гленн Форд, не может определиться, заниматься ли ему этим делом и дальше, или уйти в отставку и отправиться на ферму». Разрешение кризиса главного героя, по мнению Кроутера, представляется неубедительным, когда «решение продолжить детективную работу на Дядю Сэма приходит к нему после многословной и нудной лекции о правосудии, которую даёт ему пожилая итальянская женщина с грустными глазами».
Современные критики оценивают картину в основном позитивно. Рецензент журнала TimeOut назвал её «превосходным криминальным триллером в полудокументальном стиле, который Голливуд полюбил в конце 1940-х годов», особенно отметив «редкую для этого жанра аутентичность», когда «агент казначейства в исполнении Гленна Форда преодолевает кипы бумажной работы, при этом для разнообразия предаётся обычному экшну реального преследования». «Впечатляющим моментом картины», по мнению TimeOut, «является признание того факта, что мафиозные преступления влияют не только на копов и преступников, но и на невинных людей, когда свидетелям затыкают рты, а случайные прохожие получают ранения». Спенсер Селби оценил ленту как «полудокументальный фильм с несколькими хорошими сценами и саспенсом», а Деннис Шварц написал, что это «очень крепкий криминальный триллер, снятый в полудокументальном стиле». Хотя, по его мнению, «история и выстроена по известной формуле, она выполнена настолько гладко, а темп настолько плавный, что разбитая на эпизоды история течёт совершенно естественно». Шварц отмечает, что «нуаровое ощущение картине придают мрачная атмосфера и тот факт, что убийц невозможно связать с их жестокими преступлениями». Стейнберг назвал картину «хорошо сделанной мрачной историей, которая даёт кинозрителям убедительную картину тех сложностей, с которыми сталкивались копы Министерства финансов», когда, по словам Кини, «свидетелей зачищают, присяжных подкупают, а семьи агентов запугивают».
По мнению Брюса Эдера, этот «ранний фильм нуар Льюиса преодолевает некоторые слабости сценария благодаря хорошей актёрской игре и ещё лучшей постановочной работе». Как считает критик, наиболее сильными моментами картины стали несколько моментов экшна, далее отмечая, что благодаря «этим эпизодам, а также нескольким напряжённым сценам с участием преступных адвокатов и коррумпированных копов, а также копов, которые заплатили дорогую цену за то, чтобы уйти от коррупции, фильм движется в хорошем темпе, приходя к развязке, которая на удивление хороша, даже несмотря на то, что происходит главным образом в суде». Подытоживая своё мнение, Эдер пишет, что «это не лучший фильм всех времён и даже не один из лучших фильмов Льюиса», тем не менее, это плотный, насыщенный фильм, который позволит «отлично провести 90 минут», насладившись «великолепной игрой Форда и большинства остальных актёров».
Исследователь жанра фильм нуар Карл Мачек отметил показ в фильме «кропотливой и трудоёмкой» работы агентов Министерства финансов, которая приводит их «в странный сумеречный мир напряжённой паранойи». Мачек замечает, что это «очередная картина в серии фильмов нуар 1940-х годов на тему организованной преступности», сделанных с помощью документальных приёмов для преодоления недоверия зрителя к происходящему. Мачек отмечает, что «фильм сделан в той же манере, что и „Агенты казначейства“, „Обнажённый город“ или „Дом на 92-й улице“, играя на умении передать значительную часть действия с помощью съёмки в стиле кинохроники». При этом «гротесковый характер персонажей и неординарность значительной части действия позволяет этим фильмам считаться нуарами с документальным колоритом». По словам Дикоса, «фильм сочетает полудокументальную киносъёмку с экспрессионистской постановкой света для рассказа истории о преследовании похожего на Капоне тёмного деятеля, который крепкой хваткой держит всех, кто связан с его коррумпированным бизнесом». Это был один из первых фильмов, в которых указывается на то, что «социальное зло (организованной преступности в Америке) является импортированным наследством сицилийской мафии». Джефф Майер отметил, что фильм получил «более щедрый съёмочный график, большую продолжительность, существенный бюджет с популярной звездой Гленном Фордом и сильными актёрами второго плана, включая Нину Фох», тем не менее, он «не так интересен, как низкобюджетные фильмы нуар Льюиса середины 1940-х годов, такие как „Меня зовут Джулия Росс“ (1945) и „Ночь так темна“ (1946)».

### Оценка работы режиссёра и творческой группы
Майер отмечает, этот фильм является «ещё одним примером распространённой в сценариях Роберта Россена темы, когда личность идёт на жертвы ради большой и доброй цели». В данном случае «агент Фрэнк Уоррен вынужден расставаться со своей женой Джудит на длительные периоды времени, пока он ведёт расследование в отношении Большого парня. В одном из лучших эпизодов фильма после нескольких месяцев отсутствия Фрэнк приезжает к Джудит на ферму, пытаясь донести до неё ту эмоциональную тревогу, которую он испытывает из-за того, что они вынуждены жить раздельно. Однако после убийства двух информаторов, самоубийства полицейского и длинного эпизода, в котором пожилая женщина объясняет Уоррену, что в преследовании зла заключается моральный долг человека, Уоррен отказывается от всех тревог за своих близких и начинает борьбу с организованной преступностью с новой силой». Вместе с тем, Майер полагает, что «Россен и его соавтор Сидни Бём написали рутинный сценарий», который «лишь иногда оживляется благодаря экспрессионистскому стилю Льюиса с глубокой мизансценой, низкими точками съёмки и контрастным освещением», а также отчётливым «псевдо-документальным подходом». По мнению Майера, «характерная для Льюиса визуальная выразительность здесь кажется скованной драматическим контекстом жанра процедурный триллер и его квази-реалистической темой». Мачек пишет, что «серия нераскрытых убийств в фильме в сочетании с эклектичной постановкой Льюиса придаёт фильму очень дискретный характер». По его мнению критика, Льюис в этой картине «серьёзно опирается на чистый романтизм, стилистически приукрашенный налётом американского экспрессионизма и своим естественным тяготением к сюрреализму».
Другие критики очень высоко оценили режиссёрскую работу Льюиса в этом фильме. В частности, после выхода картины на экраны обозреватель журнала Variety написал, что «постановка Льюиса приглушает мелодраматические моменты, чтобы обеспечить нарастающее напряжение через серию жестоких эпизодов». Журнал TimeOut отметил, что «Льюис — один из выдающихся режиссёров категории В — ставит картину в восхитительном решительном и сильном стиле, великолепно используя смелую монохромную операторскую работу Бёрнетта Гаффи». Майкл Кини указывает, что «с этой напряжённой драмой Льюис проделывает хорошую работу» , Деннис Шварц также отмечает «очень умелую постановку Льюиса», при которой «сцены экшна имеют постоянно нарастающую напряжённость». Эдер считает, что «с учётом бюджета и материала, который был в его распоряжении, Льюис вынужденно допустил некоторые немного скучные моменты, тем не менее, он поддерживает настолько быстрый ход повествования, что их едва ли кто-то успевает заметить». По мнению критика, «именно сцены экшна и столкновений движут этот фильм, в частности, когда герой Форда пытается установить контакт с потенциальным информатором, который почти столь же неуловим, как и преступники, на которых он доносит, или когда другой потенциальный информатор убегает от киллеров по заполненной народом улице в жилом квартале, и в итоге его убивают на глазах у его маленькой плачущей дочери».

### Оценка актёрской игры
Критики положительно оценили игру Гленна Форда в главной роли. В частности, в рецензии Variety, было отмечено, что «Форд усиливает довольно обычную роль своей искренней и реалистичной игрой». По мнению Кроутера, «Форд в поношенной серой шляпе и мешковатом костюме является хорошим примером для государственным служащих с более высокими зарплатами, однако не очень впечатляет как сыщик». Эдер отметил, что манера игры Форда по принципу «чем меньше, тем больше» делает из него «идеального исполнителя главной роли» с точки зрения реализации режиссёрского замысла. Кини выделяет также игру Нины Фох в роли «долго страдающей жены Форда». По словам Эдера, Фох играет «хорошо и реалистично», создавая образ «самой терпеливой и самой понимающей жена героя, которую только можно встретить в фильмах такого типа».
Что касается остальных актёров, то, по мнению Кроутера, «Уитмор, кажется, более склонен к низкой клоунаде, чем к бухгалтерии в качестве помощника в этом деле», «Барри Келли резок и заносчив в роли адвоката и глашатая „Большого парня“, а другие актёры исполняют стандартные характерные роли». Кини считает, что «Уитмор создаёт образ темпераментного агента в поисках экшна», «Келли надлежащим образом гнусен и отвратителен в роли мафиозного адвоката, а ветеран нуара Карузо хорош в роли измученного отца и мафиозного бухгалтера, который пытается заключить с Фордом сделку».